# Madeline Carroll

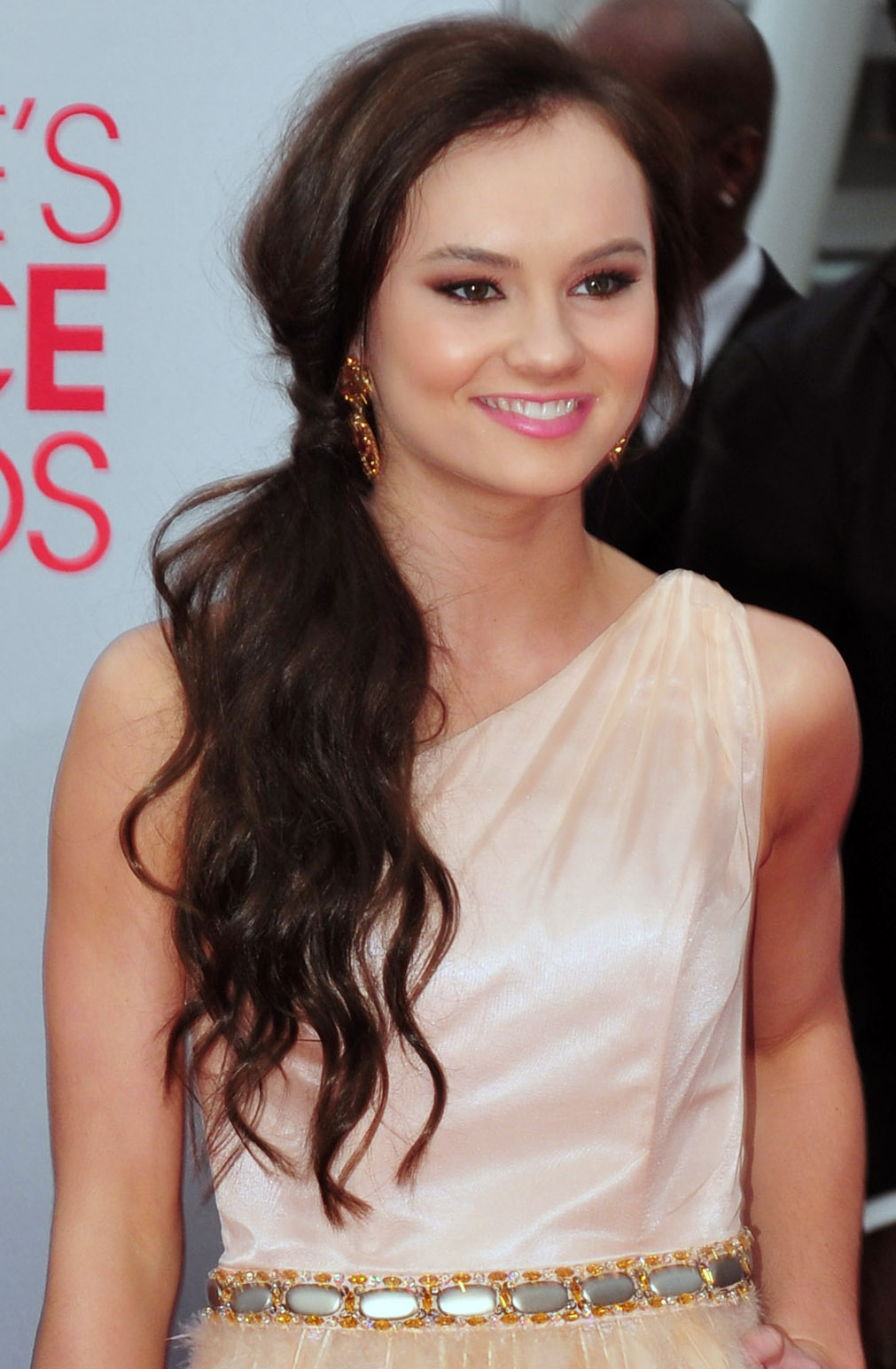
Madeline Carroll 2012.

Marissa Madeline Carroll, född 18 mars 1996 i Los Angeles, är en amerikansk skådespelerska. 
Hon spelar bland annat rollen som Molly Johnson i filmen Swing Vote från 2008. Hon har även medverkat i en huvudroll i filmen Flipped mot  Callan McAuliffe år 2010. I februari 2013 fick Carroll huvudrollen i dramafilmen Blink som sändes på CW.

## Film
| År   | Titel                                 | Roll              | anteckningar             |
| ---- | ------------------------------------- | ----------------- | ------------------------ |
| 2006 | When a Stranger Calls                 | Allison Mandrakis |                          |
| 2006 | The Santa Clause 3: The Escape Clause | Cocoa             |                          |
| 2007 | Goldfish                              | Jenny             | kort film                |
| 2007 | Resident Evil: Extinction             | White Queen       |                          |
| 2008 | Swing Vote                            | Molly Johnson     |                          |
| 2009 | Astro Boy                             | Widget (voice)    |                          |
| 2010 | The Spy Next Door                     | Farren            |                          |
| 2010 | Flipped                               | Juli Baker        |                          |
| 2010 | Café                                  | Elly              |                          |
| 2010 | Roshambo                              | Madeline          | kort film                |
| 2011 | Mr. Popper's Penguins                 | Janie Popper      |                          |
| 2011 | Machine Gun Preacher                  | Paige Childers    |                          |
| 2012 | The Magic of Belle Isle               | Willow O'Neil     |                          |
| 2012 | Shit Italian Moms Say                 | Rosalie           | kort film                |
| 2017 | Zer0-Tolerance                        | Alyssa            |                          |
| 2018 | I Can Only Imagine                    | Shannon           |                          |
| 2018 | God Bless the Broken Road             | Hannah            |                          |
| 2018 | Indivisible                           | Amanda Bradley    |                          |
| 2018 | Pistachio AKA Destined To Ride        | Lily Davidson     |                          |
| 2020 | I Still Believe                       | i.u.              | Writer; also co-producer |